# مداویا
مداویا (به انگلیسی: Medavia) یک شرکت هواپیمایی با کد یاتا N5 است که در تاریخ ۱۹۷۸ میلادی تأسیس شده‌است. دفتر مرکزی مداویا در فرودگاه بین‌المللی مالت واقع شده‌است و قطب این شرکت هواپیمایی در فرودگاه بین‌المللی مالت قرار دارد و به فرودگاه بین‌المللی طرابلس و به مناطقی در صحرای لیبی. ، پرواز انجام می‌دهد.

## نگارخانه

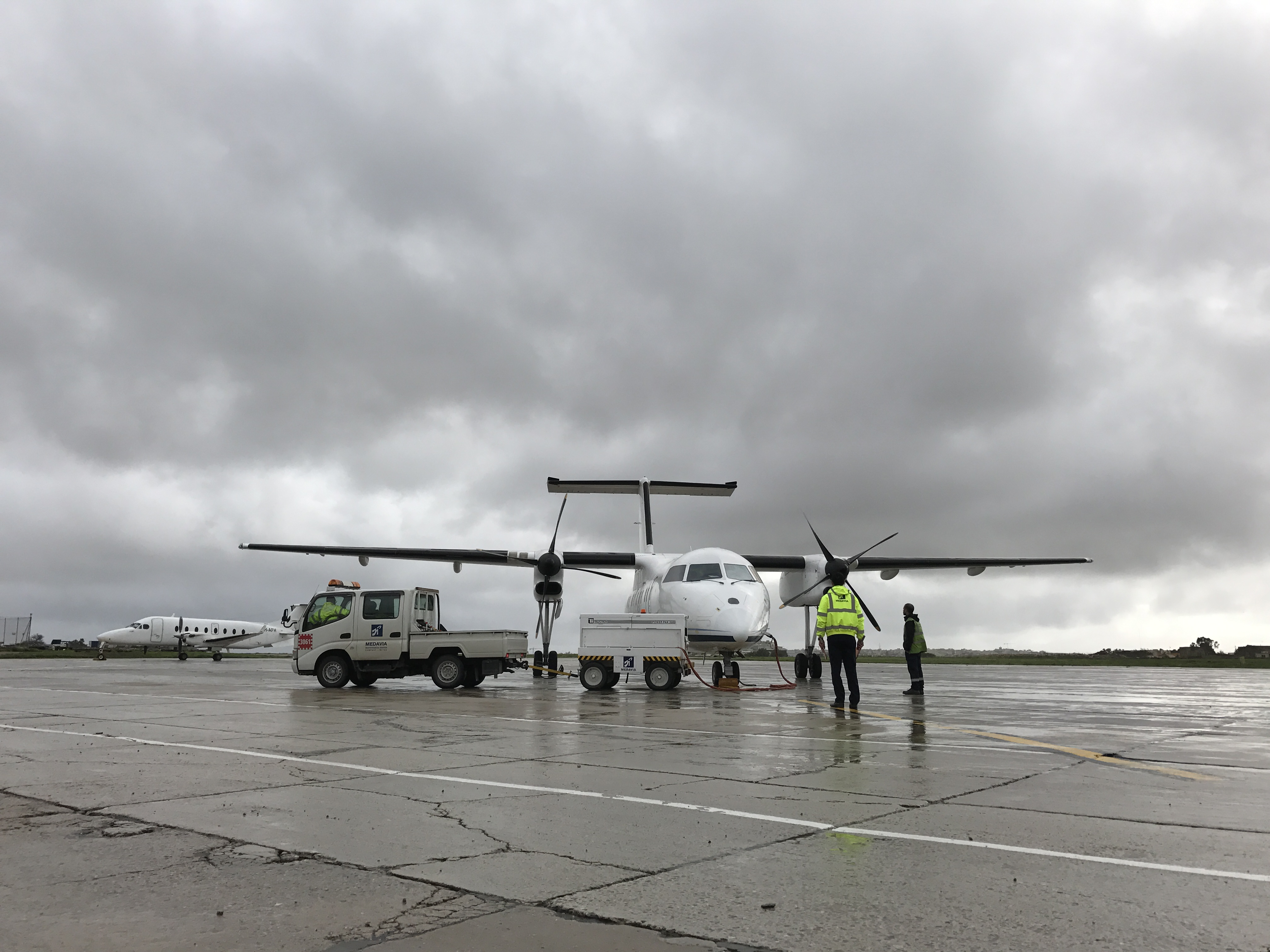
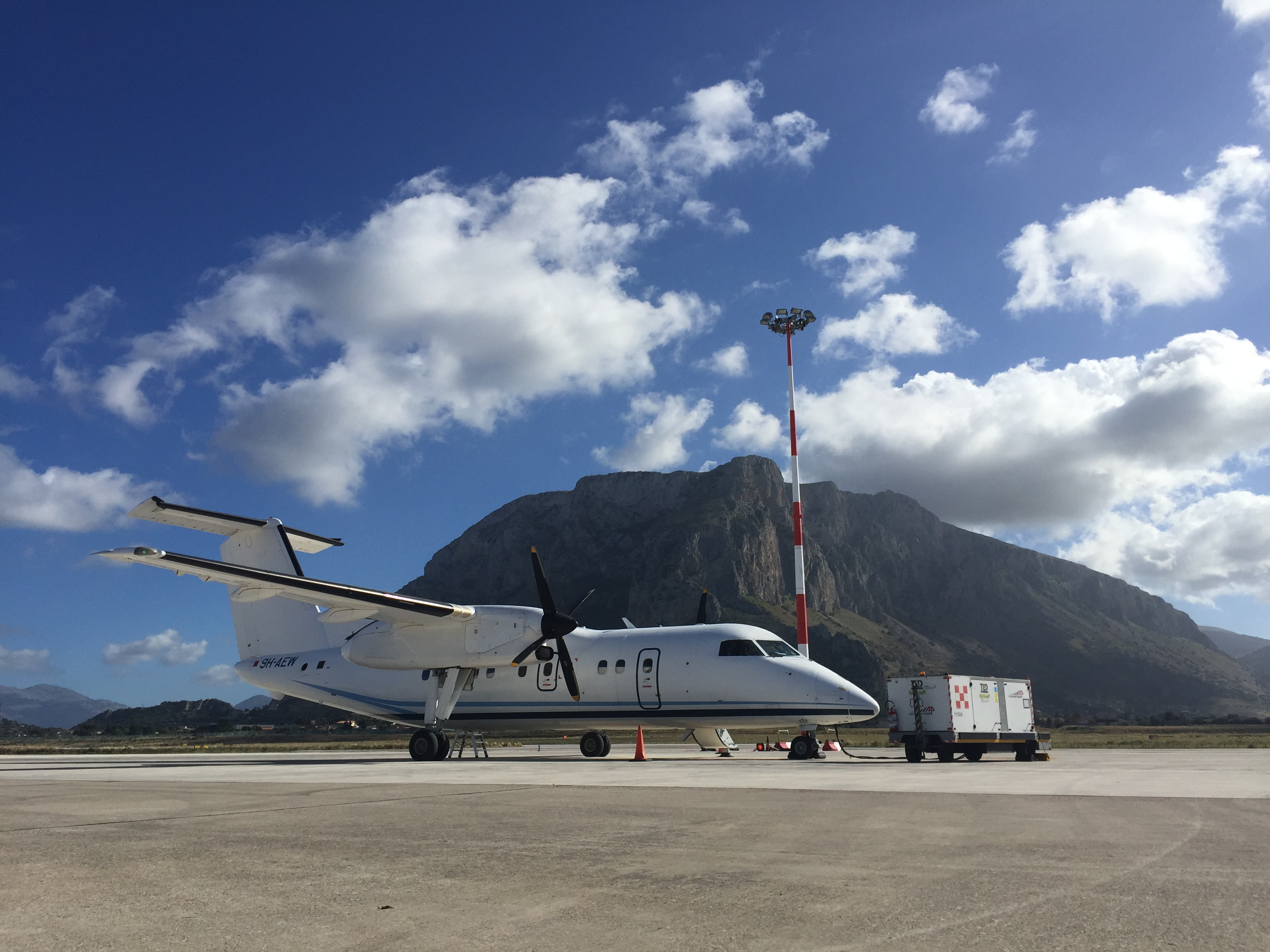
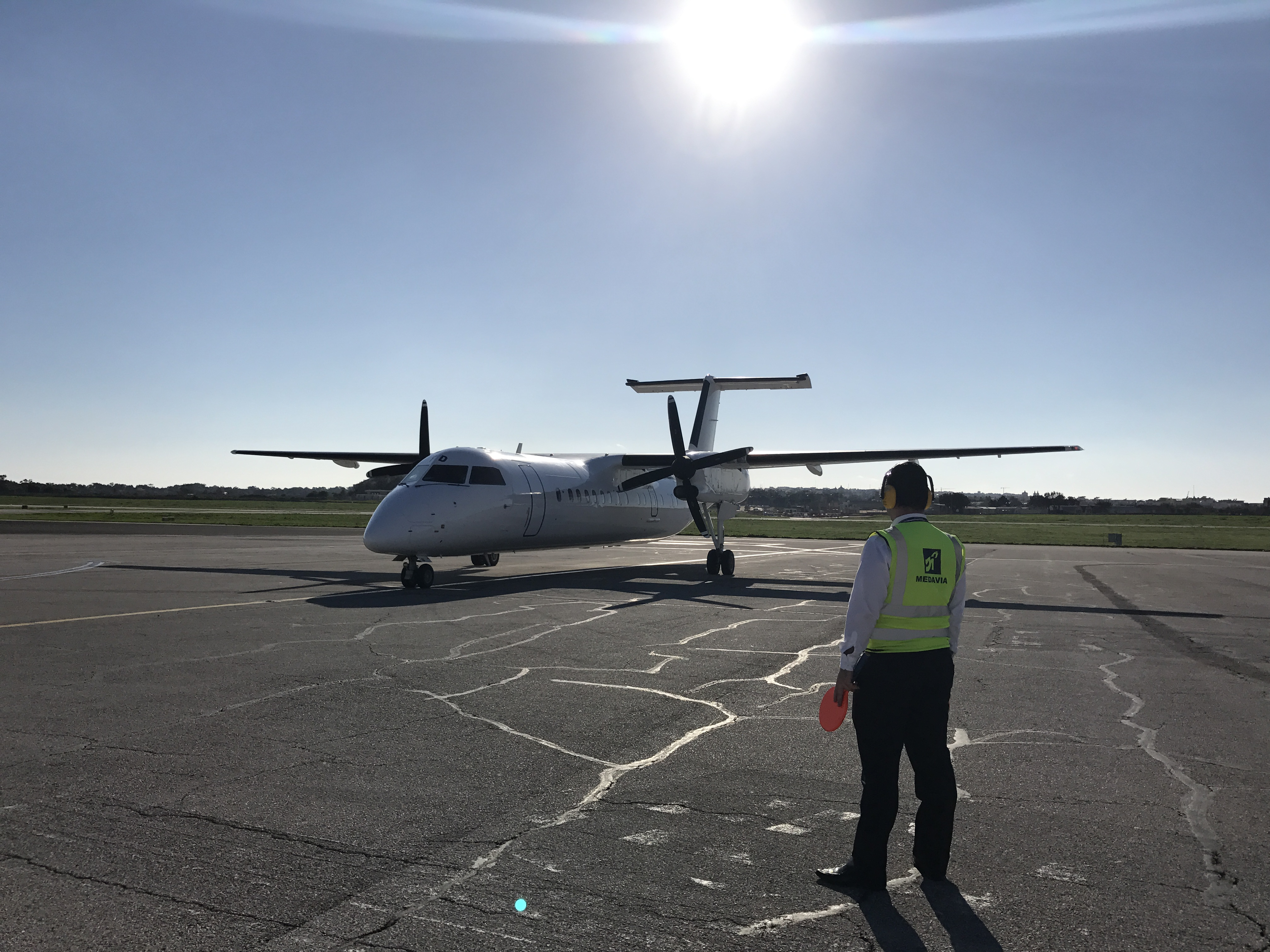
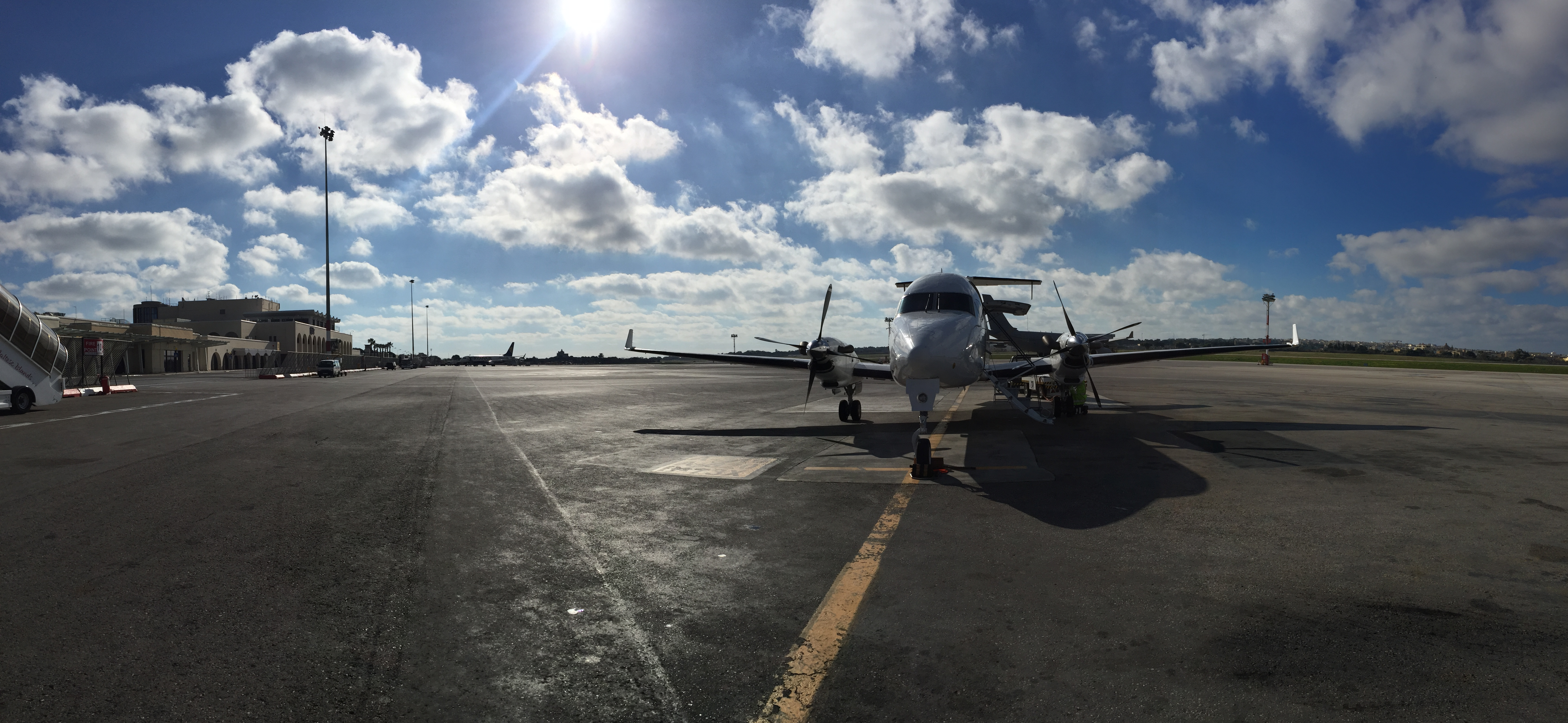